# Vzpoura (film, 2001)
Vzpoura (Uprising) je americké válečné filmové drama z roku 2001 režiséra Jona Avneta o povstání ve varšavském ghettu. Hlavní role ve snímku ztvárnili Leelee Sobieski, Hank Azaria, David Schwimmer, Jon Voight a Donald Sutherland. Sobieski si za svůj herecký výkon vysloužila nominaci na Zlatý glóbus v kategorii nejlepší ženský herecký výkon v minisérii nebo TV filmu.

## Obsazení
| Leelee Sobieski    | Tosja Altman              |
| Hank Azaria        | Mordechaj Anielewicz      |
| David Schwimmer    | Jicchak „Antek“ Zuckerman |
| Jon Voight         | Jürgen Stroop             |
| Donald Sutherland  | Adam Czerniaków           |
| Stephen Moyer      | Simcha Rotem              |
| Sadie Frost        | Cvija Lubetkin            |
| Radha Mitchell     | Mira Fuchrer              |
| Mili Avital        | Devorah Baron             |
| Eric Lively        | Arje Wilner               |
| Alexandra Holden   | Frania Beatus             |
| John Ales          | Marek Edelman             |
| Andy Nyman         | Calel Wasser              |
| Nora Brickman      | Clara Linder              |
| Jesper Christensen | Friedrich Krüger          |
| Cary Elwes         | Fritz Hippler             |
| Palle Granditsky   | Janusz Korczak            |